# Atao
Atao fue un rey indígena de Costa Rica, perteneciente a la etnia huetar que gobernaba en 1569 una comunidad llamada Corrosi, Corroci o Corrose, integrada por 200 o 300 individuos, aunque también se ha sugerido que esa cifra podría representar 200 o 300 familias. Sus dominios se ubicaban cerca del actual pueblo de Tucurrique.
El rey Atao aparece mencionado en los documentos relativos a las nóminas de pueblos indígenas dados ilegalmente en encomienda en 1569 por el gobernador español Pero Afán de Ribera y Gómez. En ese reparto, la encomienda de Corrosi fue adjudicada a Pedro de Ribero.